# Kung Fu Panda
Kung Fu Panda es una película de animación de aventura estadounidensede 2008, producida por el estudio DreamWorks Animation, distribuida por Paramount Pictures y dirigida por Mark Osborne y John Wayne Stevenson. Protagonizada por Jack Black, Jackie Chan, Dustin Hoffman, Angelina Jolie, Seth Rogen, Ian McShane, Lucy Liu y David Cross. Fue estrenada en Estados Unidos el 6 de junio de 2008. Es la primera entrega de la franquicia de Kung Fu Panda. Tiene tres secuelas, Kung Fu Panda 2, Kung Fu Panda 3 y Kung Fu Panda 4, estrenadas en 2011, 2016 y 2024, respectivamente.

## Argumento
En el Valle de la Paz, una tierra de la Antigua China habitada por animales antropomórficos, Po, un panda torpe y con sobrepeso, es fanático del kung fu e idolatra a los Cinco Furiosos: Mantis, Mono, Víbora, Grulla y Tigresa, un grupo de maestros de kung fu entrenados por el Maestro Shifu. Sin embargo, Po no puede perseguir su sueño de aprender kung fu mientras ayuda a su padre adoptivo, el Sr. Ping, en su restaurante de fideos.
El Gran Maestro Oogway, el mentor de Shifu, tiene la visión de que el antiguo protegido de Shifu, el malvado Tai Lung, escapará de la prisión, para volver al valle y exigir su venganza por haberle negado el Pergamino del Dragón, que se dice que guarda el secreto del poder ilimitado. Preso del pánico, Shifu envía a su mensajero, Zeng el ganso, con una solicitud para que la prisión refuerce su seguridad. Luego organiza un torneo para los Cinco Furiosos para que Oogway pueda identificar al Guerrero Dragón, el único maestro de kung fu digno de recibir el Rollo del Dragón. Po llega demasiado tarde para entrar en la arena; desesperado por ver al Guerrero Dragón, se ata a un conjunto de fuegos artificiales y se lanza al medio de la arena. Se estrella frente a Oogway mientras señala al Guerrero Dragón. Para asombro de todos los presentes, Oogway proclama a Po como el guerrero elegido.
Creyendo que la decisión de Oogway fue un accidente, Shifu intenta deshacerse de Po con un duro régimen de entrenamiento, mientras que los Cinco Furiosos reprenden a Po como un entusiasta sin potencial en las artes marciales. Po considera renunciar, pero después de recibir el aliento de Oogway, soporta su entrenamiento y gradualmente se hace amigo de los Cinco con su resistencia, habilidad culinaria y buen humor. Durante este tiempo, Po se entera de que el comportamiento frío y distante de Shifu se debe a su propia vergüenza por la traición de Tai Lung: habiéndolo criado desde la infancia, le enseñó kung fu y le prometió que sería el Guerrero Dragón, pero Oogway se negó a aceptarlo por ver "oscuridad en su corazón", por lo que Tai Lung devastó el valle y fue encarcelado.
Mientras tanto, Tai Lung escapa de la prisión abriendo sus cerraduras con una de las plumas de Zeng. Shifu se entera de la fuga de Tai Lung por parte de Zeng e informa a Oogway, quien extrae una promesa de Shifu de creer en Po, y luego pasa a los cielos en una corriente de flores de durazno. Aún incapaz de comprender los conceptos básicos del kung fu, Po admite desesperadamente que no tiene ninguna posibilidad de derrotar a Tai Lung. Al escuchar esto, Tigresa se va para derrotar a Tai Lung, y los miembros restantes de los Cinco Furiosos se le unen antes de irse. Sin embargo, Shifu descubre que Po es capaz de realizar hazañas físicas impresionantes cuando está motivado por la comida. Usando la comida como refuerzo positivo, Shifu entrena con éxito a Po incorporando estas hazañas en un estilo innovador de kung fu.
Mientras tanto, los Cinco Furiosos regresan después de ser derrotados por Tai Lung. Shifu decide que Po está listo para recibir el Pergamino del Dragón, pero el pergamino no revela nada más que una superficie reflectante en blanco. Creyendo que el pergamino es inútil, Shifu ordena a Po y los Cinco que evacuen el valle mientras se enfrenta a Tai Lung. Cuando Tai Lung llega y pelea contra Shifu, Po angustiado encuentra a su padre Ping. En un intento de consolar a su hijo, el Sr. Ping revela que el ingrediente secreto de su famosa "sopa de ingredientes secretos" es "nada", y explica que las cosas son especiales cuando se cree que lo son. Po se da cuenta de que este es el mensaje del Pergamino del Dragón (como el pergamino lo refleja) y regresa para confrontar a Tai Lung, quien casi ha acabado con Shifu.
Po demuestra ser un desafío formidable para Tai Lung, frustrándolo con técnicas de lucha confusas. Además, su exceso de grasa corporal le otorga una increíble capacidad para absorber el daño y le otorga inmunidad a los ataques nerviosos de Tai Lung. Tai Lung golpea momentáneamente a Po y recupera el pergamino, pero no puede entenderlo y continúa atacando a Po. Finalmente, Po derrota a Tai Lung en combate usando la misteriosa "Llave dactilar Wuxi" para vencerlo. Po es elogiado por el Valle de la Paz y se gana el respeto de los Cinco Furiosos, quienes lo reconocen plenamente como un verdadero maestro de kung fu, mientras que Shifu finalmente logra la paz interior.

## Reparto
- Jack Black - Po/Guerrero Dragón, un oso panda.
- Dustin Hoffman - Maestro Shifu, un panda rojo albino.
- Randall Duk Kim - Maestro Oogway, un anciano tortuga de las Galápagos.
- Angelina Jolie - Tigresa, una tigre del sur de China.
- Jackie Chan - Mono, un langur dorado.
- Seth Rogen - Mantis, una mantis china macho.
- Lucy Liu - Víbora, una víbora del bambú.
- David Cross - Grulla, una grulla de Manchuria.
- Ian McShane - Tai Lung, un leopardo de las nieves.
- James Hong - Señor Ping (padre de Po), un ganso chino.
- Dan Fogler - Zeng (mensajero de Shifu), un ganso chino negro.
- Michael Clarke Duncan - Comandante Vachir, un rinoceronte de Java.

## Producción
La divulgación de elementos de la obra comenzó en octubre de 2004. En septiembre de 2005, Dreamworks Animation anunció la película, revelando asimismo que Jack Black sería la voz protagonista.
En un principio, se manejó la idea de hacer una parodia, pero el codirector John Wayne Stevenson no estaba satisfecho con esa idea, desarrollándose finalmente la trama como la de una sencilla comedia. Se informó que la cinta se inspiraría en la comedia de acción de artes marciales de Stephen Chow estrenada en 2004 Kung Fu Sion, pues los directores deseaban que hubiese verdaderos elementos de cultura china y de kung fu en la cinta. El diseñador de producción Raymond Zibach y el director de arte Tang Heng pasaron años investigando sobre pintura china, escultura, arquitectura y películas de kung fu para ayudar a crear la apariencia de la película. Zibach afirmó que las mayores influencias fueron ingeniosas películas de artes marciales, como Hero, La casa de las dagas voladoras y Wò hǔ cáng lóng. Uno de los objetivos de la cinta era tener un sabor "épico", a diferencia de otros trabajos animados de Dreamworks que recurren a canciones pop y referencias a celebridades.
En noviembre de 2005, Dreamworks Animation anunció que Dustin Hoffman, Jackie Chan, Lucy Liu y Ian McShane serían compañeros de reparto de Black.
La secuencia animada a mano del principio de la cinta se inspiró en las sombras chinescas. La apertura, dirigida por Jennifer Yuh Nelson y producida por James Baxter en 2D, fue aclamada por la crítica del The New York Times Manohla Dargis como "impactante" y "visualmente diferente de la mayoría de las obras de animación estadounidenses para el público general". Otros críticos compararon ese fragmento con el estilo evocativo de Samurai Jack, de Genndy Tartakovsky. El resto de la película se realizó mediante animación computarizada moderna, con colores brillantes y de contraste para representar el paisaje de China. La secuencia de los créditos también emplea caracteres trazados a mano con figuras inmóviles en el trasfondo. La animación por computadora empleada en la cinta fue más compleja que cualquiera de las realizadas anteriormente por DreamWorks.
La productora Melissa Cobb dijo que en un principio Po era bastante más tonto y torpe, pero que el personaje cambió con base en los aportes de Jack Black. Según Jack Black, trabajó aislado la mayor parte del tiempo, aunque pasó un día con Dustin Hoffman, lo cual según Cobb ayudó a la escena en que se enfrentan sus personajes. Lucy Liu también afirmó que la película había cambiado bastante debido a que había atravesado un largo proceso. Liu dijo que cuando se le presentó el proyecto ya se contaba con representaciones de su personaje, así como con un cortometraje en el que se veía cómo se tenía previsto que se moviese.

## Doblaje
| Personaje         | Actor de voz original | Actor de doblaje       | Actor de doblaje       | Actor de doblaje      |
| Personaje         | Actor de voz original | Bandera de México      | Bandera de Perú        | Actor de doblaje      |
| ----------------- | --------------------- | ---------------------- | ---------------------- | --------------------- |
| Po                | Jack Black            | Omar Chaparro          | Omar Chaparro          | Florentino Fernández  |
| Maestro Shifu     | Dustin Hoffman        | Pedro Armendáriz Jr. † | Pedro Armendáriz Jr. † | Joaquín Díaz †        |
| Tigresa           | Angelina Jolie        | Erica Edwards          | Erica Edwards          | Nuria Mediavilla      |
| Mono              | Jackie Chan           | Víctor Antonio Moreno  | Bruno Pinasco          | Luis Posada           |
| Mantis            | Seth Rogen            | Raúl Anaya             | Raúl Anaya             | Xavier Fernández      |
| Víbora            | Lucy Liu              | Liliana Barba          | Liliana Barba          | Graciela Molina       |
| Grulla            | David Cross           | Moisés Iván Mora       | Moisés Iván Mora       | Albert Trifol Segarra |
| Tai Lung          | Ian McShane           | Blas García            | Blas García            | Juan Carlos Gustems   |
| Maestro Oogway    | Randall Duk Kim       | Esteban Siller †       | Esteban Siller †       | Eduardo Muntada       |
| Comandante Vachir | Michael Clarke Duncan | Rubén Moya             | Rubén Moya             | Jordi Rollo           |
| Señor Ping        | James Hong            | Ismael Castro          | Ismael Castro          | Juan Fernández        |
| Zeng              | Dan Fogler            | Óscar Flores           | Óscar Flores           | Aleix Estadella       |
| Coneja            | Tanya Haden           | Magdalena Questa       | Magdalena Questa       | Santi Torrabadella    |
| Jefe bandido      | Wayne Knight          | Rolando de Castro      | Rolando de Castro      | Javier Amilibia       |
| Cerdo del gong    | Stephen Kearin        | Arturo Mercado         | Arturo Mercado         | Toni Solanes          |

La versión japonesa usa "Your Seed" de Hey! Say! JUMP como tema musical.

## Recepción

### Taquilla
La película encabezó la taquilla en su primer fin de semana, recaudando $60.2 millones para un promedio de $14,642 en 4,114 salas de cine y un desempeño mucho mejor de lo que los analistas esperaban. También fue el estreno más taquillero para una película de DreamWorks Animation que no es una secuela en ese momento. Cerró el 9 de octubre de 2008 con una recaudación de $215,4 millones en los Estados Unidos y Canadá y $416,3 millones en el extranjero para un total mundial de $631,7 millones. Kung Fu Panda fue la película más taquillera de DreamWorks Animation fuera de Shrek en los Estados Unidos y Canadá antes de ser superada por Cómo Entrenar a tu Dragón en 2010.

### Crítica
Kung Fu Panda recibió críticas positivas de la prensa especializada y el público. Rotten Tomatoes informó que el 87% de 188 críticos dieron a la película una crítica positiva, con una calificación promedio de 7.13/10. El consenso crítico del sitio web dice: "Kung Fu Panda tiene un mensaje familiar, pero la agradable mezcla de humor, acción rápida de artes marciales y animación colorida hace que el entretenimiento de verano sea el ganador". Metacritic informó que la película obtuvo un puntaje promedio de 74 de 100, sobre la base de 36 revisiones.  Las audiencias encuestadas por CinemaScore le dieron a la película una calificación promedio de "A–" en una escala de A + a F. Tuvo un gran éxito en China, donde hizo casi 110 millones de yuanes al 2 de julio de 2008, convirtiéndose en la primera película animada en ganar más de 100 millones de yuanes en China. El director chino Lu Chuan comentó: "Desde el punto de vista de la producción, la película es casi perfecta. Sus creadores estadounidenses mostraron una actitud muy sincera sobre la cultura china".

## Premios y nominaciones
| Premio                       | Categoría                       | Persona                                | Resultado | Ref    |
| ---------------------------- | ------------------------------- | -------------------------------------- | --------- | ------ |
| Premios Óscar                | Mejor película animada          | Mark Osborne y John Wayne Stevenson    | Nominada  | [ 25 ] |
| Premios Globo de Oro         | Mejor película animada          | Mark Osborne y John Wayne Stevenson    | Nominada  |        |
| Premios Annie                | Mejor película                  |                                        | Ganador   | [ 26 ] |
| Premios Annie                | Mejor dirección                 | Mark Osborne y John Wayne Stevenson    | Ganadores | [ 26 ] |
| Premios Annie                | Mejor Guion                     | Jonathan Aibel y Glenn Berger          | Ganadores | [ 26 ] |
| Premios Annie                | Mejor storyboard                | Jennifer Yuh Nelson                    | Ganadora  | [ 26 ] |
| Premios Annie                | Mejor storyboard                | Alessandro Carloni                     | Nominado  | [ 26 ] |
| Premios Annie                | Mejor animación de personajes   | James Baxter                           | Ganador   | [ 26 ] |
| Premios Annie                | Mejor animación de personajes   | Philippe Le Brun                       | Nominado  | [ 26 ] |
| Premios Annie                | Mejor animación de personajes   | Dan Wagner                             | Nominado  | [ 26 ] |
| Premios Annie                | Mejor diseño de personajes      | Nicolas Marlet                         | Ganador   | [ 26 ] |
| Premios Annie                | Mejor diseño de producción      | Tang Kheng Heng                        | Ganador   | [ 26 ] |
| Premios Annie                | Mejor diseño de producción      | Raymond Zibach                         | Nominado  | [ 26 ] |
| Premios Annie                | Mejor doblaje                   | Dustin Hoffman Personaje Maestro Shifu | Ganador   | [ 26 ] |
| Premios Annie                | Mejor doblaje                   | James Hong Personaje Mr. Ping          | Nominado  | [ 26 ] |
| Premios Annie                | Mejor doblaje                   | Ian McShane Personaje Tai Lung         | Nominado  | [ 26 ] |
| Premios Annie                | Mejor Banda Sonora              | Hans Zimmer y John Powell              | Ganadores | [ 26 ] |
| Premios Annie                | Mejores efectos animados        | Li-Ming 'Lawrence' Lee                 | Ganador   | [ 26 ] |
| Critics' Choice Movie Awards | Mejor película animada          |                                        | Nominada  | [ 27 ] |
| Golden Tomato Awards         | Mejor película animada del 2008 |                                        | 2° lugar  |        |
| Golden Tomato Awards         | Mejor estreno del 2008          |                                        | 5° lugar  |        |

## Secuela
En mayo de 2011 se estrenó Kung Fu Panda 2. Po, Shifu y los Cinco Furiosos siguen contando con las mismas voces de la primera parte. Los nuevos miembros del reparto incluyen a Victor Garber, Michelle Yeoh, Gary Oldman y Jean-Claude Van Damme.
En agosto de 2011 Jennifer Yuh Nelson, declaró que Kung Fu Panda 3, la tercera entrega llegaría en cines el 25 de julio de 2014, sin embargo se atrasó para el 22 de mayo de 2015 y se atrasó por tercera vez al 20 de noviembre de 2015.